# × ―ペケ―
『× ―ペケ―』（ぺけ）は、新井理恵の4コマ漫画作品。
小学館の雑誌『別冊少女コミック』（月刊）で1990年12月号から1999年1月号まで連載。単行本全7巻。著者にとっては初めて単行本化された作品である。

## 作品概要
栃木県宇都宮市に実在する栃木県立宇都宮南高等学校を主な舞台とする、オムニバス形式の作品である。また著者の新井も同校のOGであり、制服や運動着や体育館の位置なども同校と全く同じものが描かれている。
通常、4コマ漫画作品においては、1本1本の4コマごとに異なる小題（小見出し）が付与されるが、本作品では、同一の小題が連続して用いられ、各小題と一定の登場人物群とが、おおよそ1対1対応をなしている。例えば、「高校落書」という小題であれば、それは山本晃司を主人公とする物語の一場面であり、「君の瞳は10000ボルト」であれば、白鳥瞳と出川俊夫を主人公とする物語の一場面である。つまり、同一の小題が付されているもの自体が、1つの独立した物語をなしているといえる。これらの連作といえる50編以上の物語群を総称したものが、本作品『× ―ペケ―』である。
なお、単行本第3巻以降においては、同時期に連載されていた著者の他作品『ご笑覧ください』からも、「ないないの神様」などの登場人物が用いられるようになっている。同様に単行本第4巻以降では、『ダイナマイト・ブラボー』からも、「看護婦の母」などのシリーズが『× ―ペケ―』に合流している。
したがって、本記事ではこれらの登場人物群についても扱う。

## 主な物語と登場人物

### 作品設定などに共通する特徴
- 経時変化 - 本作品では、連載開始当初は、ほぼ実際の時間と同様に作中の時間も進み、連載開始から1年経てば登場人物も1歳年を取っていた。しかし、山本晃司らの学年が高校3年となった時点（第3巻の中ほど）以降は、年齢が変化しない設定に変更されている。そのため、本記事では特記のない限り、年齢はこの時点以降のものを示す。
- 小題欄には、小題とともに著者のコメントが小さいフォントで記されている。ここには、ネタの補足や、著者の近況などが記され、さながら随筆のように読むこともできる。
- 1回限りの端役の登場人物名には、地名や駅名が用いられる例が多い（白岡、蓮田、大宮等、特に宇都宮線沿線の地名が多い。なかでも宇都宮、小山（読みは「こやま」ではなく「おやま」）は同じ設定で複数回登場し、準レギュラー的な扱い）。

### 「君の瞳は10000ボルト」
（きみのひとみはいちまんぼると）
彼氏に対して常軌を逸した振舞いをする女子生徒と、彼女に翻弄される男子生徒の物語。
白鳥 瞳 （しらとり ひとみ）
高校の女子生徒。俊夫と付き合っている（ように見える）。
瞳はかなり冷酷な性格であり、その冷酷さが俊夫に向けられることが多い。俊夫が熱が39度あったために早退しようとしたところ、「私、俊夫君と離れたくないな」と、普段はしない発言をし、俊夫が顔を土気色にして体育の授業に出ている姿を眺めて笑ったりすることも。あるいは、上の学年が卒業する際に、俊夫がいるにも関わらず卒業生から多数のボタンを貰ったり、など。
また、突飛な行動も平気でとる。混雑する場所での待ち合わせに際して、「ちょっぴりハデなカッコで行こうかな」と、周囲に誰も近づかないようなストリートミュージシャンのような服装で踊りながら待ち合わせる、など。自分を追ってくる俊夫をうまく誘導し、自動車にはねさせたり、ボウリングの球を投げ損なったふりをして俊夫にぶつけたりなど、直接的な危害を加えることも。
バレンタインデーには、わざとひどく失敗した手作りチョコレートを贈り、俊夫が食べるかどうか実験したり、別の年には、きちんと作ったものを贈り、俊夫が食べようとする前で製作の苦労を詳細に述べるなど、実験的な活動も多い。
夏休みにはバリ島へ出掛けたり、など、長期休暇を俊夫のために費やすことはない。
目をつぶると3秒で眠ることができる。
最終回では、別の男と結婚したが、わずか2週間で離婚。
本作品企画の時点では主人公だった（『女の子が主人公の学園4コマ』が作品の基本コンセプトだった）が、山本（後述）の人気が高かったため実質的な主役の座を山本に奪われる。その後、本作は瞳、山本間の分量配分に限らず、全般的に男性キャラの登場割合が高いものとなっていく。
出川 俊夫 （でがわ としお）
高校の男子生徒。血液型A型。瞳と付き合っている（と本人は信じている）。
自分に対する瞳の態度に、瞳の愛を疑うこともあるが、それでも付き合いつづけている。
作者の新井いわく俊夫のキャラクターについては、「書かなくても分かると思うけど、私、こういう男って大嫌いなんだよね。」と述べている。
バスケットボール部所属。
瞳の兄 （名前不明）
彼にスポットをあてた物語は「君よ! 俺で変われ!」（きみよ おれでかわれ）との小題が付される。
瞳についての何か重要な事実を俊夫に伝えようと試みている（ように見える）が、その伝えたいことが何なのかは明らかにされず、俊夫や読者に言い知れぬ不安感だけを与えている。

### 「高校落書」「ほかほか家族」
（こうこうらくがき）（ほかほかかぞく）
「高校落書」は、高校の男子生徒、山本晃司の物語。「ほかほか家族」は晃司を含む山本家の人々の物語。
『× ―ペケ―』では山本という苗字の者が7名登場するが、単に「山本」と言った場合には山本晃司のことを指す（本記事でも以下これに倣う）。
連載開始当初は、山本家は、山本晃司と、晃司の双子の兄の山本城司、妹の山本鈴妥、その両親（名前不明）、ペットの5人と1匹で構成されていた。後に、晃司たちの兄に当たる山本勘彩と、その子供の山本晃司（同姓同名）の2名が加わり、7名家族となる。
晃司以外は皆、明るく奔放な性格で、いつも笑い声が絶えない。クリスマスケーキをチョコケーキにするかバタークリームケーキにするかで大喧嘩したり、餅が咽喉に詰まったからといって大笑いしたりする、きわめて平和な家族である。
山本 晃司 （やまもと こうじ）
高校の男子生徒。11月13日生まれ。普段は髪を茶髪にし、他の生徒や教員からは、いわゆる“ツッパリ”として認識されている。
しかし実際には、人知れず教室の掃除をしたり、職員室には花が絶えないよう飾りつづけたり、毎朝ゴミ拾いをして新聞に紹介されたり、木に引っ掛かった風船を取ってあげたり、道を訊ねた老婆を背負って案内したり……、など、例は枚挙に暇が無いほど、きわめて心優しい性格であるが、自分に正直になれない。年賀状は1枚も出せない。髪を黒く染め直したこともあるが、あまりに周囲の反応が良すぎたためか、1日で元の茶髪に戻してしまった。
「ご意見箱」に真面目な投書を投函しようとしたところを、他の教員に目撃され、ゴミを捨てようとしているのだと勘違いされるなど、外観ゆえに勘違いされることが多い。高校の文化祭では、迷子になっていた舞子を案内してやるが、舞子の母親には連れ回し行為と勘違いされて殴られてしまう。
動物好きでもある。プールにアメンボがいれば、これを守るために他の生徒が水面を波立たせるのを制止する。校内の花壇に雀を葬って、「すずめのおはか」と平仮名で記した墓標を立て、線香を手向けるなど、死者に対する礼も篤い。初めて笑顔を見せたのも、第2巻で犬と戯れている場面。
体育館のピアノの音が狂っていることに気付き、自力で調律して直したこともある。ベルマークを集めてピアノを買うつもり。
渡辺に対しては素直になろうと試みることもある（バレンタインデーに手紙を添えたプレゼントを渡そうとするなど）が、踏ん切ることができない。
渡辺 （わたなべ）
山本の通う高校の英語教師。中年男性。下の名前は不明。
容姿がさえないためか、ジョークがさえないためか、一般生徒からはあまり人気がないが、具体的な迷惑行動の描写はなく基本的に常識人のようである。
高校の生徒や教職員のなかでは、山本の真の姿を理解しているほとんど唯一の人物である。山本が高校3年になって以降は担任を務める。
バナナの皮にすべって転んだ際には、「うひゃあ」と言ったという。
実在の高校の教師がモデルということらしい。
広瀬 舞子 （ひろせ まいこ）
近所の幼稚園に通う女児。
山本に何故か偶然会い、よく助けられる。迷子になったのを助けられたり、サンタ服を着てアルバイトしている山本からプレゼントをもらったり、傘が重くて歩けないところを支えてもらったり、寒くて手が悴んでいる際にはカイロをもらったり、など。
山本 城司 （やまもと じょうじ）
晃司の双子の兄。金髪で晃司とは前髪の分け目が逆。
晃司とは違う高校（男子校）に通っている。そのため毎年バレンタインにチョコを貰えず、自分で大量に購入し見栄を張っていたこともあったが、いくつか貰った年もある。
明るく活発で、晃司とは全く逆の性格。
弟ともども美形なのだが、城司の場合その性格や行動（口の中に咀嚼途中のみかんを含んだまま、口を開けて微笑むなど）のせいで台なしである。
山本 鈴妥 （やまもと りんだ）
晃司と城司の妹。連載開始当初は中学生だったが、後に晃司と同じ高校に進学した（晃司が高校3年となった時点で、鈴妥は高校1年となる）。高校では因幡晃と同じクラスとなる。
勘彩が蒸発した時点では鈴妥はまだ幼かったため、勘彩のことは全く記憶していない。そのため、勘彩に対してバレンタインチョコ（義理ではない）を贈ったことも。
山本 勘彩（やまもと かんさい）
彼に特にスポットを当てた際には「×一」（ばついち）との小題が付される。
晃司たちの兄。30歳前後。
以前は他の家族と一緒に暮らしており、晃司にとっては唯一の理解者であった。しかし、12年前に突然蒸発し、ある日突然再び戻ってきた。蒸発している間も晃司のことが気がかりだったため、子供は同じ「晃司」と名付け、晃司と同じ風貌になるように育てた。現在も晃司を溺愛しており、晃司を恐怖させるほどである。
蒸発している間は関西地方に住み、無理して関西弁を喋っていたが、なかなか使いこなせるようにならず、飲食店で注文を取る際、「何にしはりますか？（何にされますか？）」と言うべきところ「何にさらしますか？（何にしやがりますか？）」などと言ってしまうなど、日常会話さえ困難であった。
黒髪の長髪で右目を隠しているが、これは右目元に縦一直線についた傷を隠すためである。尚この傷は昔飼っていた猫を過剰に可愛がりすぎたために引っかかれて出来たらしい。
山本 晃司（小） （やまもと こうじ（しょう））
勘彩の実の子供。小学3年生。
同姓同名の叔父との区別のため、作中では「晃司（小）」や「ジュニア」と表記される。
父親の上述のような方針により、息子として育てられたが、実は娘であることが後に明らかになる。
よって、自分の思うままに行動する男前だが生意気な性格の子供になってしまった。
クラスメイトの女子にはなかなか人気があるようで、バレンタインデーには3個という「リアルな数」のチョコレートをもらい、自ら大量購入していた城司を大いに悔しがらせた。

### 「僕の保健室へようこそ」
（ぼくのほけんしつへようこそ）
性的な欲求が非常に強い、高校の保健医の物語。タイトルの元ネタは筋肉少女帯の楽曲「僕の宗教へようこそ」から。
保健医
高校の保健室に常駐する男性保健医。名前は不明。
非常に性的な欲求が強く、生徒をその対象にしようとする。寒気がする女子生徒を温めるために抱きつこうとしたり、足を怪我した女子生徒の傷口を消毒するために自ら舐めたり、など。体育祭を前にして、日差しにやられた生徒達が朦朧とした状態で保健室に来ることを期待し、てるてる坊主をぶらさげたことも。あからさまな成年向け雑誌よりも、女性向け服飾雑誌を読んで発情するなど、性癖は斜め上向きに特殊。
登場当初は女性のみを対象としていたが、後に男女とも対象とするようになった。修学旅行の際には、のぼせてしまう生徒の発生に備えるためとの名目で、男子浴場の脱衣所で熱心に何かを観察していた。
動物好きで、虐待のニュースを見ると涙ぐんでしまうほど。因幡晃を行為の対象にしようとした際には、耳（のような部分）が震えているのを見て、思い留まった。
暇なときは、全裸でベッドに入り眠っている。
最終回では、初登場時に掲載されるはずだった話で締めくくられている。

### 「戦争倶楽部」「SISTER STRAWBERRY」
（せんそうくらぶ）（シスターストロベリー）
「戦争倶楽部」は、高校の卓球部に所属する男子生徒、アンデルセン（通称。本名不明）と、その顧問の男性教師（名前不明）の物語で、「SISTER STRAWBERRY」は、アンデルセンの姉の真紀子姉さんの物語である。タイトルの元ネタは筋肉少女帯のアルバム「SISTER STRAWBERRY」から。
アンデルセン
高校の卓球部（のはずだったが、最終回でテニス部員と判明）の男子生徒。本名不明。
独りで練習している際に、「今は みにくいあひるの子でも、いつか立派な白鳥になるんだ」という独白を他の部員に聞かれたため、童話作家のアンデルセンに因んでこう呼ばれるようになる。
病弱（ひよわ?）で、走るとすぐ疲れてしまう。他の部員にからかわれることも多い。夏休み中は暑いので部活に出られない。冬休み中は寒いのでやはり部活に出られない。体育祭は最初から最後まで見学しただけで顧問に誉められた。
顧問に取り入るために自己を正当化する言を弄することも。球が打てないことを、オレンジ色の球が壁や床の茶色に同化して見えなくなるせいにしたりなど。部長になることを顧問に勧められた際には、「僕がルールブックですよね」と含みのある発言をしたことも。
金持ちらしく、他の部員にからかわれた際には、不良の大林に金を払って助けてもらうことも。僅か3日間の合宿に際して、部屋を自分に合うように改造した。
「ドドルゲフ」という鳥を飼っている。
顧問の男性教師
本名不明。
典型的な“熱血”な指導をする。
イソップ
本名は阿佐ヶ谷（あさがや）。卓球部で、アンデルセンの1学年下の後輩。
独りで練習している際に、「いくら足が遅い亀だって、休まず走ればウサギの事を追い越す事ができるんだ」という独白をアンデルセンに聞かれたため、寓話作家のイソップに因んで、アンデルセンの心の中ではこう呼ばれるようになる。
真紀子 （まきこ）
アンデルセンの姉。23歳。
アンデルセンよりも一層激しく、自己を正当化しようとする。仮病のために本当に血を吐いたり、泣き方の方法論について事細かに持論を述べたり、うがい薬と石鹸液を間違えたことに気付いても、石鹸液でうがいを続けたり、など、身体を張った正当化の描写が多い。
一時期、弟と同じ高校で、産休の教師の代わりを務めた。

### 「岡本夢路」
（おかもとゆめじ）
高校の女子生徒、岡本夢路の物語。
岡本 夢路 （おかもと ゆめじ）
長い黒髪と大きなリボンが特徴。常にポーカーフェイスであるが、妄想癖が激しく、幸せな情景を見ると、必ずその情景が悲劇となる様を詳細に想像し、「…なーんてね……フフ…」と独り言を呟きながら笑みを浮かべる。棒のついた飴をなめながら歩いている女児がいれば、転んで倒れた拍子に棒が咽喉に突き刺さって吐血する様を想像し、クリスマス間際に煙突がある家を見かければ、サンタクロースに扮して煙突から居間に現れようとした父親が誤って首の骨を折って死亡する様を想像し、バレンタインに友達が彼氏に贈るべく作ってきたチョコレートを見れば、そのチョコレートを足蹴にして破壊するようを夢見、鯉のぼりが立っているのを見れば、支柱を折って倒して家族を下敷きにすることを夢想し……など。
上記のような想像をしない場面は、全く描かれていない。そのため現実世界での振舞いはほぼ不明だが、人物紹介によると「表面上おっとりと振舞っている」。ある程度、親しい友人はいるようで夢路の妄想後の「…なーんてね……フフ…」の呟きに対しては、しばしば友人から「…夢路…？」という軽いツッコミが入る。
最終回では、看護婦になり、患者を恐怖に陥れていた（実際に悪行をした描写はないが、彼女の残酷な妄想は患者にしっかり伝わっている模様）。
同作者の「脳髄ジャングル」にほぼ同じ容姿の少女（名前不明）の霊が登場した。参考までに記すと生前、彼女は他人の顔色をうかがい、不本意ながら笑顔で過ごしていた自分に嫌気が差して自殺に及んだ。夢路の不謹慎な妄想もそんな外面を繕うギャップから生まれたのかもしれない。
岡本 夢人 （おかもと ゆめと）
夢路の弟で中学生。
不幸な情景を見ると、その情景が幸せな方向に転換する様を詳細に想像し、その後に再び現実を見つめ、「…なーんて事にはならないもんな……世の中って儚いよな…」とため息をつく。姉と同様に妄想癖が激しいが、その傾向は正反対であるといえる。
しかし善人というわけでもなく、自転車で子供をひいた後に「子供はごく軽傷で、お互いの不注意をわびあって和解する」という楽観的な妄想をしつつ、現実には重傷を負った子供をその場に放置して逃げ去る、といった看過できない悪行をしたりしている。
初登場から連載終了まで、夢路と夢人が同じ話で絡んだ事は一度もない。

### 「ルイルイ」「ガニ」
自称“幸せの使者”のルイルイと、その同業者たちの物語。
この物語が、『× ―ペケ―』で高校関係者以外を主人公とするものの端緒である。
ルイルイ
幸せの使者。2頭身で、頭には「Merry X'mas」と記された三角帽子を被り、ハートが模られた杖を持ち、アメリカ合衆国の国旗を左右逆にあしらったと思われる服を着ている。クリスマスが誕生日らしい。
魔法を使って人々を幸せにする。足が太いことを悩んでいる女子生徒がいれば、体全体を骨が浮いて見えるほど細くしてやり、子供っぽい外観に悩む女子生徒がいれば、40代の姿に変身させてやり、誰かに優しくされたがっている男子生徒がいれば、矢を刺そうとしてやり、……など、どこか物事がよくわかっていない節がある。
平仮名と片仮名を混用した喋り方をする。
「幸せって、自分の力でつかみ取るものじゃないかなぁ」と、自らの存在意義を否定する発言をされた際には、子供のように激しく泣いた。
アリエス
ルイルイの弟子。2頭身で、頭には「A Happy New Year」と記された三角帽子を被り、星型が模られた杖を持ち、日章旗に似た模様の服を着ている。
ルイルイと同じく、魔法を使って人々を幸せにする。「家がほぼ全焼した」という嘘に騙されている人がいれば、心の蟠（わだかま）りをなくすために嘘を現実のものとしてやるなど、ルイルイの思想を忠実に受け継いでいる。
ガニメーデス
彼にスポットを当てた物語は「ガニ」との小題が付される。
ルイルイの師匠。2頭身で、頭には博士帽らしきものを被り、柄杓のような形の杖を持っている。
ルイルイという、物事がよくわかっていない魔法使いを育ててしまったという過ちを悔い、生きる資格すら無いと悩んでいる。しかし、アリエスの兄がルイルイを射殺する振りをした際には、「ルイルイを返せ戻せ産めえぇえ」と泣き叫んでアリエスの兄を殴り続けた。
アリエスの兄
アリエスの兄（本名不明）。初登場時には「アリエスのお兄さまです」と名乗って自己紹介した。2頭身で、頭には「X-DAY」と記された三角帽子を被っている。杖は持っていない。
ルイルイ曰く「宇宙一の魔法使い」。

### 「イナバ」
外観が明らかに白ウサギ（白い体毛と赤い目をもつジャパニーズホワイト）にしか見えない男子生徒を主人公とする物語。
因幡 浩 （いなば ひろし）
高校の男子生徒。第2巻で転入生として登場。（本作品では単に「イナバ」と表記した場合には因幡浩のことをさすので、本記事でも以後これに倣う。）
顔や手などの露出部が、どう見てもウサギにしか見えない。しかし、周囲の誰もそのことを本人に訊けないでいる。転校前にどこに住んでいたかを問われた際には、月の裏側のクレーターと答えた（直後に冗談であると否定）。
髪の毛以外の全身の永久脱毛をした際には、普通の人間の外観になった。しかし、当日の放課後には、（「永久脱毛」だったにも関わらず）毛が元通りになって、普段のウサギのような外観に戻ってしまった。（このことから、イナバはウサギではなく、毛の生え方が特殊でたまたまウサギに見えるというだけの、普通の人間である可能性が高いといえる。）
性格はきわめて温厚かつ人畜無害で、著者をして「『× ―ペケ―』の登場人物の中で実は一番イイヤツかもしれないな」と言わしめた。但し、イクラ（後述）のこととなると人が変わり、イクラのスカートをめくろうとした不良少年を殴り倒すなど、愛情の深さを窺わせる。
身体つきは腹筋が浮き出て見えるほど良い。走り幅跳びの記録は1メートル20センチ。外観に反し、あまり跳べない。
動物園に行くのが趣味。人参は生で食べられる。
最終回では、イクラと結婚し、子供まで作っている。その際、家族は「小紅（イクラ）に似てもらえると有難い」と言っていた。
因幡 晃 （いなば あきら）
彼に特にスポットを当てた際には「イナバ【弟】」という小題が用いられる。
イナバの弟。登場当初は中学生で、後に兄と同じ高校に進学し、山本鈴妥と同じクラスになる。
兄とは異なり、一見すると人間に見えるが、頭頂部にはウサギの耳、尻にはウサギの尻尾、首周りにはワイシャツの襟と蝶ネクタイ、手首にはワイシャツの袖、上半身にはレオタード、脚には網タイツ、……にしか見えない形状の毛が生えているため、全裸になった際にはどう見てもバニーガールにしか見えない。
床屋ではウサギ耳部分の体毛も、周りの毛髪に合わせて（つまりほぼ完全に）カットしてもらっている。そのため散髪直後にはウサギ耳なしの状態になるが、兄の体毛同様、非常に速やかに再生する。再生途中では耳が短くネコ耳に近い状態に見える。
鈴妥のことが好きだが、なかなか告白できない。可愛らしい風貌のため、クラスの女子には人気があるが、決して恋愛感情を抱かれることは無いという。自分が可愛らしいことは自覚しているらしい。
伊倉 小紅 （いくら こべに）
彼女に特にスポットを当てた際には「イナバ【彼女】」という小題が用いられる。
イナバの彼女。イナバの転校前の学校からの付き合いで、後に同じクラスに転入。
一見すると人間に見えるが、下半身が2本足になっておらず、魚のような鱗があり、どう見ても人魚にしか見えない。（後に、下半身は本当は2本足で、単に足が太いのを隠すために魚のような扮装をしていただけであることが明らかになり、それ以降は普通の人間の姿で描かれるようになる。）
転入前は、レディース（女性のみで構成されている暴走族）で頭（リーダー格）を務めていた。制服のスカートを足元まで覆うほど長くしている。
イナバと付き合い始めたのは、五十音順出席番号が近いため教室での席も隣同士になり、気が合ったため。
最終回では、イナバと結婚し、子供まで作っている。
因幡ピーター円人 （いなば ぴーたー まろんど）
彼に特にスポットを当てた際には「イナバ'」という小題が用いられる。
イナバの従兄弟。アメリカに留学していたが、イナバと同じ高校の同じクラスに通うことになった。
イナバと同様、顔や手などの露出部が、どう見てもウサギにしか見えない。また、イナバとの差異も、耳（のような部分の毛）の色と、眼の形しかなく、傍目には殆ど区別がつかない。但し、イナバ一家とイクラの視点では“金髪で長髪”に見えるらしい。
イナバと親しい友人2名 （名前不明）
イナバの高校での日常生活では、2人の友人と一緒にいる姿が描かれる。彼らは、イナバの登場当初から、イナバがウサギはないかと疑っているが、普段は普通に友人として接している。野良猫がウサギを食べてしまうことがあるため、猫がイナバの前に現れた際には彼を引っ張って逃げさせようとしたり、山登りの際にはイナバの背中に「うさぎではありません 撃たないでください」と張り紙をするなど、2人とも友人思いである。
他にも、イクラの下半身について疑問を抱いたり、など、この物語において読者の視点を代弁する役割を果たしている。

### 「探してるのにぃ」
（さがしてるのにぃ）
探しているものを見つけてくれる神様の物語。「ないないの神様」という言葉を何回か唱えると、ないないの神様が返してくれるという言い伝えがあるとされる。ないないの神様は第1巻の表紙にも描かれ、企画ページなどにも登場しているが、実は本来『× ―ペケ―』ではなく別の漫画『ご笑覧ください』の登場人物であり、本編には2回しか登場していない。
タイトルの元ネタは、YOUが所属していたバンド『FAIRCHILD』の同名曲から。

### 「怪人赤マント」
（かいじんあかまんと）
怪談や都市伝説として流布している架空の怪人たちの物語。
赤マント （あかまんと）
夕方遅くまで遊んでいる子供をさらっていく怪人。赤いマントで全身を覆っていることからこう呼ばれる。
気が弱く、子供たちに遊ばれてしまうことも多い。子供たちをして「成人男子としての自覚も足りねぇんじゃ」と言わしめるほど。口裂け女の かおるに一目惚れした。
著者が、本作品において「性格的に最も描き易い」登場人物であるという。
かおる
口裂け女。渋谷付近に出没している。当初は かまいたちと付き合っていたが、赤マントの筋肉質な肉体に見惚れてしまう。
かまいたち
かまいたち（イタチのような妖怪で、小さな旋風を伴って現れ、人間の身体を鎌のようなもので切り裂いていくとされる）。本作品では、人間の姿をし、真空状態を自在に作り出して衣服や身体を切り裂くことができる妖怪として描かれる。
口裂け女のかおると恋仲。赤マントをライバル視している。

### 「高校教諭」
（こうこうきょうゆ）
普通の高校教師と、彼が担任を務めるクラスの女生徒・広瀬の物語。2人は恋人同士であり、周囲にはこれを内緒にしている。先生は、結婚するまでは女の貞操を守るべきだと考えているため、2人の関係はプラトニックなままである。2人きりで旅行しても、あまり進展はない。
この物語のみ、他の物語とは明確に異なる時系列（約12年後）で描かれている。このことは伏線として『× ―ペケ―』内の随所で示され、最終回において劇的な形で明らかになる。
先生
本名不明。30歳。上述のような理由のためか、童貞である。
2人が付き合っているのは秘密にしているが、隠しとおすのは上手くないようで、一部の生徒や教師には噂になっている。
広瀬と出会ったのは、彼女がまだ幼稚園の頃だったらしいが、付き合うようになるまでの経緯は明らかにしていない。
広瀬 （ひろせ）
下の名前は不明。17歳。
よく先生の自宅を訪れて2人で過ごしている。なかなか手を出してこない先生に対し、「ひと夏の体験」を求めたりもする、ごく普通の女子高生。
成績は普段はあまり良くないが、先生に勉強を教えてもらう際に、「ご褒美」としてキスしてもらったところ、試験結果の順位が急上昇した。

### 「赤い羽音」
（あかいはおと）
干支の化身である戦士たちが一般の高校生の家に居候する話。戦士たちの風貌は『聖闘士星矢』のパロディ。

### 「陽だまり」
（ひだまり）
コスプレが好きな男子生徒2人の物語。
内藤 （ないとう）
高校1年生。2頭身で描かれているが、普通の人間であると思われる。
コスプレが好きで、平常時は（校内でも）ネズミの着ぐるみで過ごしている。他にも、春には桜の木、夏には魚や幽霊、秋にはリス、11月には七五三、12月にはサンタクロースなど、時勢を意識した扮装をすることが多い。
セリフの文字（写植）は必ず丸文字で表記される。歩くときの擬音も「とてたとてとてたとてて」のような独特のもの。
長島 （ながしま）
高校1年生。同じくコスプレが好きだが、主にゲームのキャラクターらしき扮装をしており、内藤とは傾向が全く異なる。
第6巻目のP101では某ゲームのラスボスになっていた

## 書誌情報等

### 単行本
- 小学館より「別コミフラワーコミックス・スペシャル」として刊行されている。全7巻完結。現在は絶版。なお、巻によっては、『ご笑覧ください』『ダイナマイトブラボー』『るうるうまんひゅう』など著者の他作品も同時収録されている。
- 冒頭にフルカラー（第7巻は2色カラー）での描き下ろしページがあり、すごろく、紙相撲、トランプなどの付録や、描き下ろし小説、著者の作詞・作曲による音頭の踊り方と楽譜など、各巻ごとに趣向を凝らした様々な企画が掲載されている。また、第1巻から第5巻まで、中表紙では、山本晃司の服の絵柄に、その巻に収録されている数十本の4コマ作品が凝縮されて描かれている。

1. 1992年1月20日発行 ISBN 4091348017
2. 1992年12月20日発行 ISBN 4091348025
3. 1993年11月20日発行 ISBN 4091348033
4. 1994年12月20日発行 ISBN 4091348041
5. 1996年3月20日発行 ISBN 409134805X
6. 1997年9月20日発行 ISBN 4091348068
7. 1999年5月20日発行 ISBN 4091348076

### CD
- 『-ペケ-の体操CD』PONY CANYON,1993
- 新井理恵オリジナルアルバム ×（ペケ）